# آکتیویا (نبراسکا)
آکتیویا(به انگلیسی: Octavia) شهری در ایالت نبراسکا کشور ایالات متحده آمریکا است که جمعیت آن در سرشماری سال ۲۰۱۰ میلادی، ۱۲۷ نفر بوده‌است.